# Seymour Schulich
Pour les articles homonymes, voir Schulich.
Seymour Schulich, né le 6 janvier 1940 à Montréal, est un homme d'affaires, investisseur, auteur et philanthrope canadien.

## Biographie
Seymour Schulich grandit dans une famille juive à Montréal, au Québec (Canada). Il obtient un baccalauréat en sciences en 1961 et un MBA de la Faculté de gestion Desautels (en) en 1965 de l'Université McGill. Il obtient le titre d'analyste financier agréé de l'Université de Virginie en 1969.
Il est marié à Tanna et ils vivent à Willowdale, un quartier de Toronto. Ils ont deux filles et quatre petits-enfants.

## Carrière
Son premier emploi est à la Shell Oil Company. De 1968 à 1990, il travaille chez Beutel, Goodman & Company Ltd, une société de gestion de fonds de pension qui gère plus de 10,6 milliards de dollars canadiens (en 2003), dont il devient président et vice-président du conseil d'administration.
En 1978, avec son partenaire Pierre Lassonde, il contribue à l'émergence du concept de paiement de redevances dans l'industrie minière : leurs sociétés Franco-Nevada et Euro-Nevada ont découvert des minéraux précieux. Leurs accords de redevances leur ont permis d'acquérir des participations dans certaines des mines les plus rentables du monde. Un investissement de 1 000 $ dans les actions de Franco-Nevada en 1983 valait 1,2 million de dollars en 2002, ce qui équivaut à un taux de rendement annuel moyen de 40 %. En 2002, Franco-Nevada a fusionné avec la société australienne Normandy Mining Limited et la Newmont Mining Corporation, créant ainsi la plus grande société minière aurifère du monde, Newmont Mining. Seymour Schulich est directeur de Newmont Mining et président de sa division de banque d'affaires de 2002 à 2007.
En 2007, il publie un livre intitulé Get Smarter : Life and Business Lessons (traduction littérale, Soyez plus intelligents : leçons de vie et d'affaires).

## Philanthropie
Seymour Schulich a fait des dons à de nombreuses universités canadiennes, notamment à :
- l'Université York à Toronto en Ontario[4] (Schulich School of Business) ;
- l'Université Western Ontario à London en Ontario (Schulich School of Medicine & Dentistry)[5] ;
- l'Université de Calgary à Calgary en Alberta (Schulich School of Engineering)[6] ;
- l'Université Dalhousie à Halifax en Nouvelle-Écosse (Schulich School of Law, Dalhousie Faculty of Computer Science)[7] ;
- l'Université McGill à Montréal au Québec (Schulich School of Music)[8] ;
- l'Université de Nipissing à North Bay en Ontario (Schulich School of Education)[9] ;
- l'Université Queen's à Kingston en Ontario (Schulich-Woolf Rare Book Collection)[10].

Le premier et le plus important don a été fait à la Schulich School of Business de l'Université York. Tous les diplômes délivrés par la Schulich School of Business portent désormais la signature de Seymour Schulich. Sa philanthropie s'étend également au-delà des universités, au Sunnybrook Health Sciences Centre (en) (Schulich Heart Centre) à Toronto, et à l'extérieur du Canada à l'Université du Nevada à Reno (Schulich Lecture Hall) et au Technion, un institut de technologie en Israel.
Le 15 octobre 2009, Seymour Schulich a officiellement présenté un don de 20 millions de dollars à la faculté de droit de l'Université Dalhousie ; ce faisant, la faculté de droit a été rebaptisée Schulich School of Law (en).
Le 14 octobre 2011, il a annoncé la création d'un programme de bourses d'études de 100 millions de dollars destiné aux étudiants qui se lancent dans les domaines des sciences, de la technologie, de l'ingénierie et des mathématiques (STIM) au Canada et en Israël. Ce don est coadministré par la Fédération United Jewish Appeal du Grand Toronto et la Fondation Schulich. Le programme s'appelle Bourses d’études Schulich Leader (Schulich Leader Scholarships), la plus grande opportunité de bourse de premier cycle STIM dans chaque pays.

## Distinctions honorifiques
- 2013 : Doctorat en droit, honoris causa, Université Dalhousie[16]
- 2011 : Officier de l'Ordre du Canada « pour sa philanthropie transformationnelle à l'appui de nos institutions d'éducation et de soins de santé »[17]
- 2011 : Intronisation au Temple de la renommée de l'entreprise canadienne[18]
- 2010 : Doctorat en droit, honoris causa, Université de Calgary[19]
- 2008 : Doctorat en droit, honoris causa, Université de Western Ontario[20]

- 2006 : Intronisation au Temple de la renommée du secteur minier canadien[21]
- 2004 : Doctorat honorifique, Université McGill[22]
- 2003 : Docteur en droit, honoris causa, Université York[23]
- 1999 : Membre de l'Ordre du Canada[24]
- 1998 : Développeur de l'année par l'Association canadienne des prospecteurs et développeurs.
- 1997 : Avec Pierre Lassonde, nommé Mining Man of the Year par The Northern Miner (en)[25]